# Manon Roland
Manon Roland, ou Jeanne Marie, ou Manon Phlipon, comumente chamada Madame Roland, Viscondessa Roland de la Platière por casamento, nascida em 17 de Março de 1754 em Paris e morta na guilhotina em 8 de Novembro de 1793 também em Paris, é figura importante na Revolução Francesa.
Desempenhou um papel considerável no seio do Partido Girondino e levou seu marido ao primeiro plano da política francesa.

## Infância e Adolescência
Manon Roland é filha de Gratien Phlipon (também escrito como Philipon), mestre gravador da place Dauphine e homem abastado. Desde a mais tenra idade, Manon é uma criança inteligente, de caráter firme e resoluto, mostrando grande aptidão para os estudos e um espírito vivo e entusiasta. Com oito anos, apaixona-se pela leitura da (em francês) Vie des hommes illustres (Vida dos Homens Ilustres) e Plutarco permanece como um de seus autores favoritos. Sua paixão por este escritor perdura ao longo de sua vida — depois por Bossuet, Massillon, e por outros autores de mesma veia, Montesquieu e Voltaire. A leitura de "La Nouvelle Héloïse" (A Nova Heloisa), de Jean-Jacques Rousseau, consegue consolá-la da profunda tristeza que sente pela morte da mãe e o autor torna-se seu professor. Com a maturidade de seu espírito, abandona a ideia de entrar para o convento e adere entusiasticamente à república que a impregnava desde o início de seus estudos. Ela é inspirada por seus estudos, com cinismo e audácia. Em 1774, com vinte anos, fixa-se por algum tempo no Palácio de Versalhes, tomando como um insulto o desprezo que a nobreza tem pela burguesia. Manon não esquecerá jamais o ódio que sente nesta ocasião.

## Casamento
Com a mãe morta, a jovem dedica-se aos estudos e à manutenção da casa de seu pai. Bela, a "atitude firme e graciosa", o sorriso "terno e sedutor", Manon tem numerosos pretendentes, mas recusa todas as propostas de casamento. Em 1776, conhece o virtuoso e severo Jean-Marie Roland de La Platière, vinte anos mais velho que ela, seu igual tanto no nível intelectual quanto em caráter. Em 4 de Fevereiro de 1780, depois de muitas hesitações, Manon casa-se com Roland e desta união nasce Eudora Roland.

## A vida comum

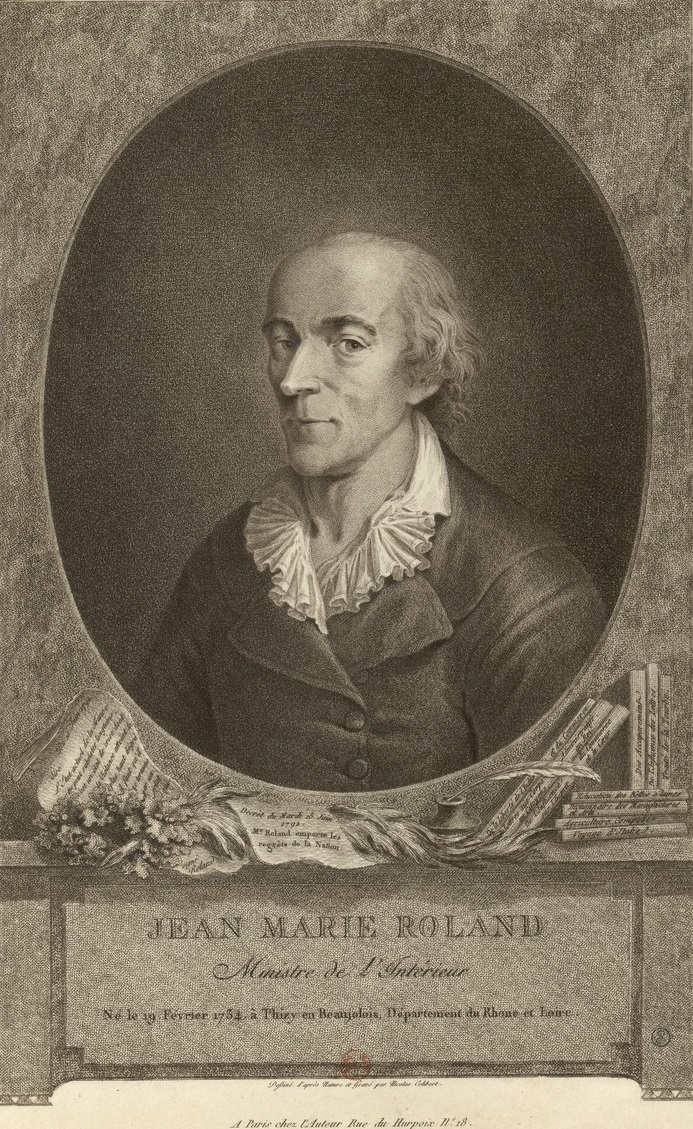
Jean-Marie Roland, Visconde de la Platière
(1734-1793).

A vida conjugal não encanta de forma nenhuma Manon, nem a vida cotidiana ao lado do inspetor de manufaturas que a usa em suas pesquisas sem se preocupar com suas aspirações. Casada com toda a seriedade da razão, confessa ela em suas "Memórias", não encontrava nada que me atraísse; devotava-me com a plenitude mais entusiasmada que calculada. Por força de não considerar senão a felicidade de meu parceiro, percebi que faltava alguma coisa à minha. A família mora em Amiens e depois na região de Lyon. Nos primeiros tempos de seu casamento, Madame Roland escreve artigos políticos para o jornal (em francês) Courrier de Lyon (Correio de Lyon). Quando o casal ganha Paris, em fins de 1791, a Revolução Francesa dá enfim a Manon a ocasião de acabar com esta vida morna e monótona. Entusiasmada pelo movimento que se alastra, joga-se com paixão na arena política e começa a desempenhar um papel cada vez mais ativo.

## A Revolução Francesa
Seu salão, na Rua Guénégaud, em Paris, torna-se ponto de encontro de diversos homens influentes da época, como Brissot, Pétion, Robespierre, e outras elites do movimento popular, notadamente Buzot. É quase inevitável que Madame Roland se encontre no centro das aspirações políticas e que presida um grupo dos mais talentosos homens progressistas. Graças a suas relações no seio do Partido Girondino, seu marido torna-se Ministro do Interior, em 23 de Março de 1792. A partir de então, do prédio ministerial da Rua "Neuve des Petits Champs", Manon transforma-se na alma do Partido Girondino. Barbaroux, Brissot, Louvet, Pétion, e também Buzot, participam dos jantares que ela oferece duas vezes por semana.
Com Buzot, Manon Roland reparte uma paixão recíproca. No entanto, permanece fiel a Roland, este "venerável ancião" que ela "ama como a um pai". Ao lado de seu marido, ela desempenha um papel essencial no Ministério do Interior, redigindo notadamente a carta na qual Roland pede ao Rei Luís XVI que desista de seu veto, carta que provoca sua demissão em 13 de Junho de 1792. Quando seu marido reassume a pasta, após o 10 de Agosto, Manon dirige mais do que nunca seus escritórios. Após os Massacres de Setembro, que a revoltam mas contra os quais não age, ela dedica a Danton um ódio a cada dia mais feroz. Tão inteira e encarniçada em seus ódios quanto em suas afeições, a musa dos Girondinos ataca Danton de forma cada vez mais violenta, pela voz de Buzot. Sabendo de onde partem os ataques, o tribuno grita: "Temos necessidade de ministros que olham por outros olhos que não os de sua esposa". Manon, a partir daí, fica furiosa. Ao mesmo tempo, os Montanheses multiplicam seus ataques contra os Girondinos e, em particular, contra Roland.

## O fim

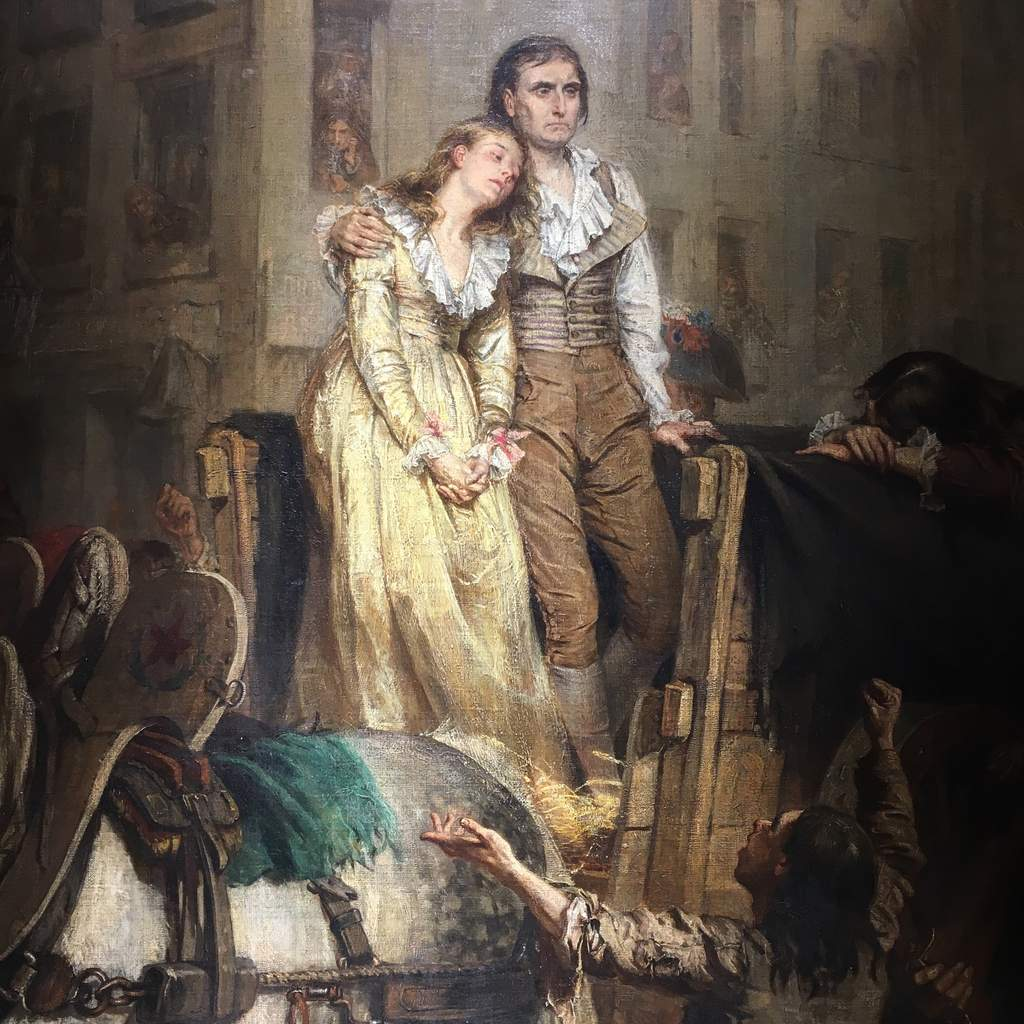
Manon Roland conduziu ao cadafalso, Laslett John Pott, 1874. Museu da Revolução Francesa.

O Ministro do Interior pede demissão e sua esposa distancia-se da política e de seu querido Buzot. Mesmo com os girondinos declarados proscritos, em 31 de Maio de 1793, Madame Roland não foge de Paris, como poderia ter feito e como fazem, entre outros, seu marido (que escapa para Ruão) e Buzot, mas deixa-se prender, na manhã de 1.º de Junho de 1793, e é encarcerada na Prisão de Abadia. Desligada do mundo, libertada da presença do marido, Manon encara sua prisão como um alívio e escreve para Buzot, em uma das páginas da correspondência apaixonada que ambos trocam então: Acarinho estes ferros onde estou livre para amar-te sem partilha. Madame Roland ainda é libertada, em 24 de Junho, permanece solta por uma hora e é novamente detida e colocada em Saint-Pélagie e depois transferida para a Conciergerie. Na prisão, é respeitada pelos guardas e alguns privilégios lhe são acordados. Entre esses privilégios, ela pode obter material para escrever e pode receber visitas ocasionais de seus amigos mais devotados. É lá que escreve seu Appel à l'Impartiale Postérité (Apelo à Posteridade Imparcial (em português)), suas memórias dedicadas à filha Eudora, onde mostra uma estranha alternância entre elogios pessoais e patriotismo, entre o insignificante e o sublime.
Madame Roland é julgada em 8 de Novembro de 1793. Vestida de branco, ela apresenta-se diante do Tribunal Revolucionário. O processo desenrola-se das 9h às 14h30. Manon sobe com grande serenidade, quase com alegria, na charrete que a conduz ao local do suplício. Sua sentença é posta em execução na mesma noite, em plena Praça da Revolução (rebatizada depois como Praça da Concórdia). Passando à frente da Estátua da Liberdade (instalada para comemorar a Jornada de 10 de Agosto de 1792), ela teria exclamado, um pouco antes da queda da lâmina da guilhotina: «Ó Liberdade, quantos crimes cometem-se em teu nome!».
Dois dias depois, tomando conhecimento da morte trágica de sua mulher, Jean Marie Roland suicida-se, em 10 de Novembro, perto de Ruão. Buzot, que só fica sabendo da morte de Madame Roland em Junho de 1794, também é encontrado morto, junto com Pétion, em Julho de 1794, perto de Saint-Émilion; provavelmente os dois suicidaram-se com veneno.
A pequena Eudora, tornada órfã, foi recolhida por Jacques Antoine Creuzé-Latouche. Com a morte deste último, em 1800, é o célebre mineralista e botanista Louis-Augustin Bosc d'Antic, grande admirador de Manon Roland, que se encarregará da educação da pequena órfã. Apaixonando-se por ela, então com a idade de catorze anos, ele se distanciará dela. Alguns meses mais tarde, Eudora se casará com outro admirador da mãe.